# Harmothoe clavigera
Harmothoe clavigera är en ringmaskart som beskrevs av Michael Sars 1863. Harmothoe clavigera ingår i släktet Harmothoe och familjen Polynoidae. Arten är reproducerande i Sverige. Inga underarter finns listade i Catalogue of Life.